# Peluda de Waite
La peluda de Waite (Arnoglossus waitei) és un peix teleosti de la família dels bòtids i de l'ordre dels pleuronectiformes.

## Morfologia
Pot arribar als 13 cm de llargària total.

## Distribució geogràfica
Es troba a les costes del mar d'Arafura i al sud de Queensland (Austràlia).